# Lichinella minnesotensis
Lichinella minnesotensis är en lavart som först beskrevs av Fink, och fick sitt nu gällande namn av Essl. Lichinella minnesotensis ingår i släktet Lichinella och familjen Lichinaceae.   Inga underarter finns listade i Catalogue of Life.